# Človek z Lune
Človek z lune (tudi Mož z Lune, izvirno angleško Man on the Moon) je biografski komični film, ki je bil premierno predvajan leta 1999. 
Film prikazuje življenje ameriškega komika Andyja Kaufmana.
Glavni igralec, Jim Carrey, je prejel zlati globus (kategorija najboljši igralec v komediji), medtem ko je režiser, Miloš Forman, prejel srebrni berlinski medved za najboljšega režiserja. Film je bil poleg tega nominiran za zlati globus (najboljši film) in zlatega berlinskega medveda.